# MEADS

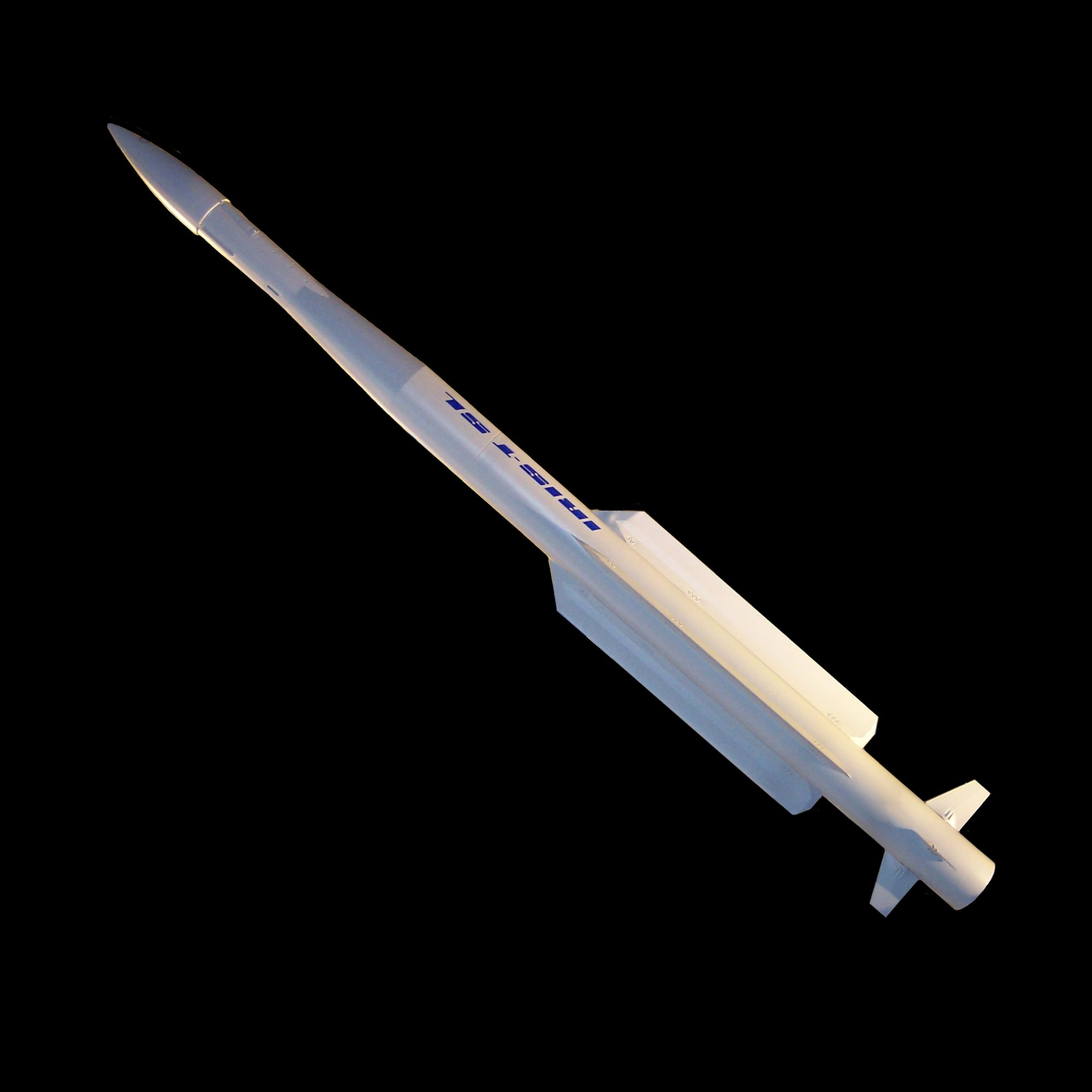
IRIS-T SL 중거리 지대공 미사일의 모습. 이 미사일은 IRIS-T 단거리 공대공 미사일을 확대 개조한 것이다.

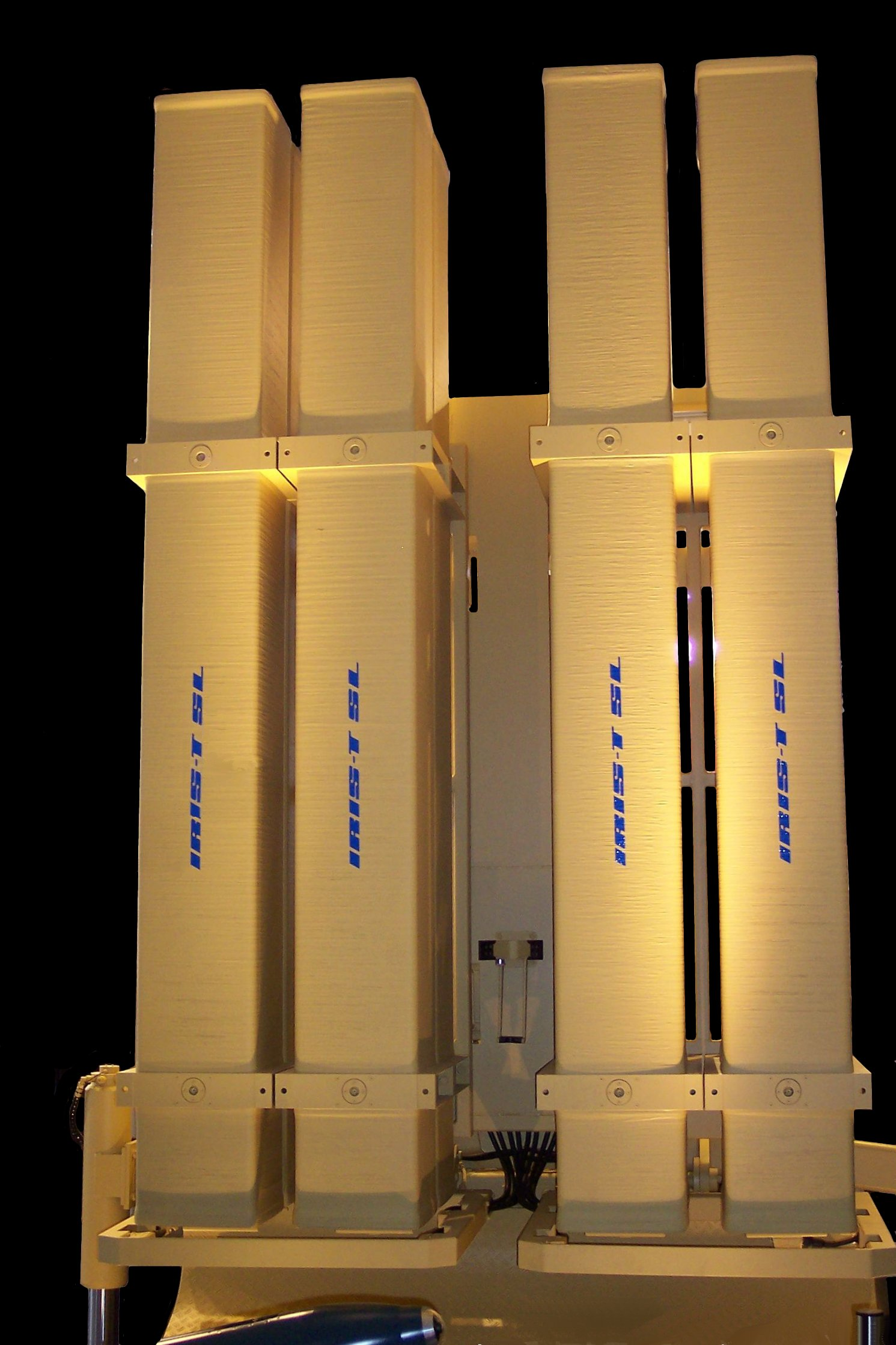
IRIS-T SL 발사대

MEADS는 Medium Extended Air Defense System의 약자로서, 패트리어트 미사일을 대체하기 위해 개발중인 미국, 독일, 이탈리아의 중거리 지대공 미사일 개발 프로젝트이다. 프랑스는 초기에 참여했다가 철수했다.

## 개요
MEADS는 미국, 독일, 이탈리아가 함께 개발중이다. 이동식 중거리 지대공 미사일 시스템으로서, 미국과 독일의 패트리어트 시스템을 대체할 것이며, 이탈리아의 나이키 허큘리스 미사일을 대체할 것이다.
이 시스템은 적의 전술탄도미사일, 크루즈미사일, UAV, 항공기로부터 기동 부대와 고정 시설을 보호하기 위해 고안되었다.
독일은 단거리인 패트리어트 PAC-3 미사일에 추가하여 IRIS-T SL 중거리 미사일을 2차적 미사일로 보충해서 사용할 것이다. 이것은 IRIS-T 미사일을 확대 개조한 것이다. IRIS-T SLS는 단거리 미사일로, 기존의 IRIS-T 단거리 공대공 미사일을 개조하지 않고 그대로 지상 발사대에 장전하는 것이고, IRIS-T SL 중거리 미사일은 기존의 IRIS-T 공대공 미사일에 보다 대형의 로켓과 데이터링크, jettisonable drag-reducing nosecone 등을 추가한 것이다.
독일의 중거리 미사일 방공망 MEADS(미즈)는 2025년까지 패트리어트 미사일 방어시스템을 대체하기 위한 총 사업비 40억 유로(약 5조314억 원) 상당의 방공망이다. 360도 회전하며 목표물을 추적하는 레이다를 사용하며, 패트리어트 미사일과 달리 트럭으로도 운반할 수 있을 정도로 이동 배치가 용이하다.

## 같이 보기
- KM-SAM - 대한민국이 러시아 기술을 기반으로 개발한 이동식 중거리 지대공 미사일 시스템.
- IRIS-T - 독일의 최신형 공대공 미사일. MEADS에 사용될 예정이다.
- NBS C-RAM - 독일 육군의 로켓, 대포, 박격포 방어 시스템.